# Dustin Milligan
Dustin Wallace Milligan, född 28 juli 1985 i Yellowknife, Northwest Territories, är en kanadensisk skådespelare. 

## Filmografi
- Extract (2009)
- Eve (2008)
- Butterfly on a Wheel (2007)
- The Messengers (2007)
- In the Land of Women (2007)
- The Butterfly Effect 2 (2006)
- Nostalgia Boy (2006)
- Eight Days to Live (2006)
- Slither (2006)
- Final Destination 3 (2006)
- Man About Town (2006)
- A Perfect Note (2005)
- The Long Weekend (2005)
- Amber Frey: Witness for the Prosecution (2005)
- Hush (2005)
- Perfect Romance (2004)
- 2010 – Eva

## TV
- The Days (2 avsnitt)  - Steve Colter (2004)
- Mitt liv som död - Joey (2004)
- Andromeda - Lon in (2004)
- Da Vinci's City Hall - Chad Markowitz (2005)
- The Dead Zone - Randy (2006)
- Alice, I Think - Mark Conners (2006)
- Runaway - Henry (2006 - 2008)
- About A Girl - Stan (2008)
- Supernatural - Corbett (2008)
- 90210 - Ethan Ward (2008-)
- 2023 – FUBAR (TV-serie)